# Shuto Hira
Shuto Hira (平 秀斗 Hira Shuto?), född 25 juni 1994 i Kagoshima prefektur, är en japansk fotbollsspelare.
Hira började sin karriär 2013 i Sagan Tosu. 2016 flyttade han till Thespakusatsu Gunma. Efter Thespakusatsu Gunma spelade han för Fukushima United FC.